# Conocybe ochracea
Conocybe ochracea är en svampart som först beskrevs av Robert Kühner, och fick sitt nu gällande namn av Rolf Singer 1959. Conocybe ochracea ingår i släktet Conocybe och familjen Bolbitiaceae.   Inga underarter finns listade i Catalogue of Life.